# نبرد بلانشتاک
نبرد بلانشتاک (انگلیسی: Battle of Blanchetaque) نبردی است که در ۲۴ اوت ۱۳۴۶ میان پادشاهی انگلستان و پادشاهی فرانسه صورت پذیرفت و ادوارد سوم، پادشاه و فرمانده ارتش انگلستان توانست به پیروزی دست یابد.